# Kirill van Moskou
Patriarch Kirill van Moskou (Russisch: Патриарх Кирилл II Московский и всея Руси, Patriarch Kirill II Moskovski i Vseja Roesi) geboren als Vladimir Michailovitsj Goendjajev (Russisch: Владимир Михайлович Гундяев) (Leningrad, 20 november 1946) is een Russisch geestelijke en de geestelijk leider van de Russisch-Orthodoxe Kerk, ook wel patriarch van Moskou genoemd.

## Levensloop
De grootvader en vader van Vladimir Michailovitsj Goendjajev waren Russisch-orthodoxe priesters en hadden in een strafkamp gezeten. Zijn moeder was lerares en gaf Duits. Na zijn middelbare school bekwaamde hij zich als technisch cartograaf. Na theologische opleidingen resp. op het Theologisch Seminarie en de Theologische Academie in Leningrad werd hij op 3 april 1969 tot monnik gewijd en op 1 juni 1969 volgde zijn priesterwijding. In 1970 werd hij hoogleraar dogmatische theologie aan genoemde Academie in Leningrad, waar hij van 26 december 1974 tot 1983 rector was. In 1971 werd hij afgevaardigd naar de Wereldraad van Kerken in Genève; daarna bleef hij op vele manieren betrokken bij oecumenische contacten. Op 12 september 1971 werd hij verheven tot archimandriet.
Archimandriet Kirill werd op 14 maart 1976 gewijd als bisschop van Vyborg.  Op 2 september 1977 volgde zijn verheffing tot aartsbisschop. Op 26 december 1984 werd hij benoemd tot bisschop van Smolensk en Vjazma (vanaf 1989 Smolensk en Kaliningrad geheten). In 1989 werd hij hoofd van het Departement voor Buitenlandse Betrekkingen van de Russisch-orthodoxe Kerk. In 1990/1991 was hij tevens locum tenens van het aartsbisdom Den Haag en Nederland. In 1991 werd hij verheven tot metropoliet.

## Patriarch
Metropoliet Kirill werd op 5 december 2008 gekozen als locum tenens, na het overlijden van patriarch Aleksi II op 5 december 2008. Hij werd op 27 januari 2009 gekozen als patriarch en op 1 februari 2009 geïntroniseerd in de Christus Verlosserkathedraal te Moskou als patriarch van Moskou en geheel Rusland en primaat van de Russisch-orthodoxe Kerk.
Op 21 februari 2012 traden drie leden van de feministische punk-band Pussy Riot op tijdens een kerkdienst in de Christus Verlosserkathedraal  in Moskou. Dit was bedoeld als protestactie tegen de herverkiezing van president Poetin en de verwevenheid van de seculiere Russische staat en de Russisch-orthodoxe Kerk. Bij de performance sloegen ze kruisen en probeerden een lied ten gehore te brengen ("O heilige Godbarende (Maria), verdrijf Poetin"). Uiteindelijk werd een aantal van hen gearresteerd en volgde een rechtszaak vanwege "hooliganisme" (in dit geval religieuze haat). Patriarch Kirill was niet te spreken over pogingen van derden om hun "heiligschennend" optreden te vergoelijken. Pas enige tijd later zou de kerk pleiten voor genade.
Patriarch Kirill raakte maart 2012 in opspraak naar aanleiding van zijn eigen officiële website. Toen iemand op een foto uit 2009 aan de pols van de geestelijke een Breguethorloge van $30.000 ontwaarde, schreef hij hierover op zijn webblog. Korte tijd later was het horloge van de foto verdwenen, maar in de glans van de houten tafel was het spiegelbeeld goed zichtbaar. De patriarch ontkende desgevraagd in alle toonaarden dat hij ooit een dergelijk horloge had bezeten of gedragen, maar moest uiteindelijk publiekelijke excuses maken.
In dezelfde maand maakte hij reclame voor Poetin met het oog op de komende verkiezingen. Hij noemde hem "een wonder van God".
Eind september 2015 begon het Russische leger met luchtaanvallen in Syrië, in de buurt van Homs. Kirill stond achter dit besluit van Poetin. Hij zag het als een heilige oorlog tegen het terrorisme van IS, dat "veel ellende berokkende aan christenen daar", maar "ook aan moslims" (de VS zagen de Russische inmenging als poging om bondgenoot president Assad van Syrië in het zadel te houden).
Op 12 februari 2016 ontmoette hij en Paus Franciscus elkaar op het vliegveld van Havana. Dit was de historische eerste ontmoeting van een paus van Rome met een hoofd van de Russisch-orthodoxe Kerk (sinds het schisma van 1054). Zij spraken twee uur met elkaar en ondertekenden daarna een gemeenschappelijke verklaring o.a. over het belang van het komen tot eenheid van de kerken van Oost en West, de centrale waarde van het gezin, van het menselijk leven, over het vinden van een christelijk antwoord op de uitdagingen van een geseculariseerde atheïstische samenleving, waarin christenen (volgens de verklaring) naar de marge worden gedreven.
In die verklaring kwam ook Oekraïne ter sprake: 26. We betreuren de vijandigheid in Oekraïne die al veel slachtoffers heeft gemaakt, talloze wonden heeft toegebracht aan vreedzame inwoners en de samenleving in een diepe economische en humanitaire crisis heeft gestort. We nodigen alle partijen die bij het conflict betrokken zijn uit tot voorzichtigheid, tot sociale solidariteit en tot actie gericht op vredesopbouw. We nodigen onze kerken in Oekraïne uit om te werken aan sociale harmonie, om af te zien van deelname aan de confrontatie en om geen verdere ontwikkeling van het conflict te steunen.
Eind oktober 2017 opende president Vladimir Poetin samen met patriarch Kirill de "Muur van Droefenis". Aan een kruispunt langs de snelweg rond het centrum van Moskou verrees deze dertig meter lange massieve bronzen muur waarop honderden menselijke schimmen staan afgebeeld. Op een bronzen zuil staat in diverse talen: 'Vergeet niet!'. De Muur van Droefenis is het grootste monument in Rusland voor de miljoenen slachtoffers van de communistische terreur onder Jozef Stalin. Er was ook kritiek: sommigen hadden het ín het centrum gewild, anderen hadden willen wachten tot ná Poetin (ex-KGB).
Het besluit van Oecumenisch Patriarch Bartholomeus I van Constantinopel in 2018 om de orthodoxe nationale kerk van Oekraïne met de oude bisschopszetel van Kiev te erkennen als zelfstandige, autocefale kerk werd door Kirill veroordeeld. Hij verbrak de eucharistische gemeenschap met het Oecumenisch patriarchaat van Constantinopel. Later gebeurde dit ook met de Grieks-orthodoxe Kerk van Athene, met het Grieks-orthodox patriarchaat van Alexandrië en met de Cypriotisch-orthodoxe Kerk.
Kirill prees op 14 juni 2020, tijdens de inwijding van de Kerk van het Leger, het Russische leger voor de vele keren dat het het vaderland heeft verdedigd tegen "buitenlandse en binnenlandse vijanden". Hij bedankte ook president Poetin en minister van Defensie, Sergei Shoigu, voor de steun aan de bouw ervan. In minder dan twee jaar was de kerk voltooid: op 9 mei, de dag waarop het Rode leger zegevierde in de Tweede Wereldoorlog. Oorspronkelijk zouden ook afbeeldingen van Jozef Stalin en president Poetin in de kerk worden opgenomen, maar daar werd na protesten van afgezien.
Begin 2022 kondigde hij aan dat hij spoedig een bezoek wilde brengen aan de door zijn land geannexeerde Krim. Doel van de reis die plaats moet hebben in februari is om het altaar van de Alexander Nevskikathedraal in Simferopol in te wijden. Deze kathedraal is de belangrijkste kerk op de Krim. De eerste kerk ter plaatse werd voltooid in 1823 om vervolgens in 1930 door de Sovjets te worden opgeblazen. In 2003 werd op dezelfde plaats een nieuwe kathedraal gebouwd. De kathedraal werd eerst na de Russische annexatie in 2014 voltooid met belangrijke steun van president Poetin. Het Patriarchaat Moskou steunt de Krim-politiek van Poetin. Zij is van mening dat zowel het schiereiland aan de Zwarte Zee als Oekraïne integraal onderdeel is van haar jurisdictie.
Op 7 juni werd bekend dat metropoliet Hilarion van Volokolamsk, als hoofd "Buitenlandse betrekkingen" van het patriarchaat van Moskou nauwe medewerker van Kirill, benoemd is om de kleine eparchie Boedapest in Hongarije te gaan leiden. Had hij zich, vredelievend als hij bekend stond, intern tegen de invasie van zijn land in Oekraïne gekeerd?

### Russische invasie Oekraïne
Nadat op 24 februari 2022 het Russische leger Oekraïne was binnengevallen veroordeelde Kirill deze invasie niet. Hij zei de tweedracht en burgerslachtoffers te betreuren. Op 27 februari zei hij tijdens de liturgie in de Christus Verlosser-kathedraal in Moskou: Laten wij bidden voor het herstel van de vrede, voor het herstel van goede broederlijke relaties tussen onze volkeren. Moge de Heer de volkeren beschermen die deel uitmaken van de enige ruimte van de Russisch-orthodoxe Kerk tegen interne moorddadige oorlogen. We moeten ons niet laten uitlachen door duistere en vijandige krachten van buitenaf. Laten wij al het mogelijke doen om de vrede tussen onze volkeren te bewaren en tegelijkertijd ons gemeenschappelijk historisch vaderland beschermen tegen alle acties van buitenaf die deze eenheid kan vernietigen.
De Europese Unie overwoog om Kirill op de sanctielijst te plaatsen vanwege zijn steun aan Poetin. Door sterke politieke druk van Hongarije werd hier vanaf gezien.
Op 2 maart, dag 7 van de Russische invasie, heeft dr. Ioan Sauca, dienstdoend secretaris-generaal van de Wereldraad van Kerken, Roemeens-orthodox priester, in een brief aan de patriarch een dringend verzoek gedaan zijn "stem te verheffen en te spreken in naam van onze broeders en zusters die lijden ten gevolge van de oorlog in Oekraïne, van wie het merendeel trouwens gelovigen van onze orthodoxe kerk zijn". Sauca is ook theologieprofessor en Roemeens-orthodox priester.
In een preek over de oorlog in Oekraïne op zondag 6 maart 2022 zei Kirill dat het in dit conflict om meer gaat dan politiek: de redding van de mensheid staat op het spel. Volgens de patriarch wil Oekraïne bij een club landen horen die verplicht dat je gay prides houdt. Zo worden ze gedwongen tot ‘zonde’, en tot ‘ontkenning van God en zijn Waarheid’. Hij stond lovend stil bij de opstandelingen in de Donbas: zij pleegden tenminste verzet tegen dit steeds progressiever wordende Oekraïne:
Acht jaar lang zijn er pogingen gedaan om te vernietigen wat er in de Donbas gaande is. Wat er in de Donbas gaande is, is een afwijzing, een principiële afwijzing van de zogenaamde waarden die nu worden aangeboden door degenen die aanspraak maken op wereldheerschappij. Tegenwoordig is er een zekere test voor loyaliteit aan die macht, een zekere overgang naar die 'gelukkige' wereld, de wereld van overmatige consumptie, de wereld van illusoire vrijheid. Weet je wat die toets is? Het is heel eenvoudig maar ook gruwelijk: het is een homoparade. De eis om een homoparade te houden is in feite een test voor loyaliteit aan die machtige wereld, en we weten dat als mensen of landen zich verzetten tegen deze eis, ze van die wereld worden uitgesloten en als buitenaards worden behandeld.
Op 10 maart heeft kardinaal Jean-Claude Hollerich S.J. (Luxemburg), voorzitter van COMECE (afgevaardigden van alle Europese Roomskatholieke bisschoppenconferenties), een brief aan patriarch Kirill geschreven, waarin hij schrijft: Ik durf Uwe Heiligheid te smeken in de geest van broederschap: doe alstublieft een dringend beroep op de Russische autoriteiten om de vijandelijkheden tegen het Oekraïense volk onmiddellijk te stoppen en om goede wil te tonen voor het zoeken naar een diplomatieke oplossing voor het conflict, gebaseerd op dialoog, gezond verstand en respect voor het internationaal recht.
Paus Franciscus en kardinaal Kurt Koch hielden op 16 maart een videocall met patriarch Kirill en metropoliet Hilarion. De paus dankte de patriarch zeggend dat zij gemotiveerd werden door de wens om samen te bidden voor de vrede en voor een staakt-het-vuren. In het gesprek benadrukte Franciscus dat heilige of rechtvaardige oorlogen in het verleden gehouden werden. Dat kan niet meer.
In zijn interview met Corriere della Sera vertelde hij begin mei: "Ik heb veertig minuten met Kirill gesproken. Twintig minuten daarvan vulde hij door vanaf een papier al zijn rechtvaardigingen voor de oorlog voor te lezen."
En dat hij bang is dat de patriarch "de misdienaar van Poetin" aan het worden is.
's Middags had de aartsbisschop van Canterbury Justin Welby, het hoofd van de Anglicaanse Gemeenschap, een videogesprek met Kirill. Hij benadrukte dat de oorlog een tragedie is en dat geweld en oorlog nooit een oplossing kunnen zijn voor een politiek geschil. Er moet zo spoedig mogelijk een wapenstilstand komen. Beide partijen spraken af contact te houden.
In zijn paaspreek van 24 april 2022 sprak Kirill over de theologische betekenis van Pasen, niet over Oekraïne. Wel zei hij:...we zijn niet bang voor alledaagse zorgen, kwellingen en wereldse problemen, en zelfs de moeilijke omstandigheden van deze onrustige tijden lijken niet zo belangrijk in het perspectief van de eeuwigheid die ons is geschonken.
In zijn toespraak tot leden van de Federale Raad (senaat) van de Doema op 18 mei hield hij hen de gewone punten voor, zoals bv de spirituele eenheid van Rusland en Oekraïne, die wordt bedreigd. Aan het eind echter deed hij een oproep: ... Maar zelfs in de omstandigheden van gewapende conflicten kan en moet een mens zijn waardigheid bewaren en zorg dragen voor de waardigheid van anderen. Het uitsluiten van verboden oorlogsmethoden, de bescherming van burgers, respect voor het internationaal humanitair recht, respect voor gevangenen en gewonden - dat is waartoe ik, als patriarch van geheel Rusland, de partijen in het conflict oproep en hen vraag alles in het werk te stellen om burgerslachtoffers te voorkomen.
Tijdens zijn zondagse preek op 25 september (na de mobilisatie de week ervoor (300.000 dienstplichtigen)) hield de patriarch hen voor: "Wees niet bang voor de dood": "Ga dapper je militaire plicht vervullen. Vechten voor het vaderland en het vervullen van militaire dienstplicht wast al je zonden weg. En onthoud dat als je je leven geeft voor je land, je bij God zult zijn in zijn koninkrijk en glorie en eeuwig leven je wachten". Hij bedoelde daarmee een parallel te trekken met het levensoffer dat Jezus Christus bracht voor de mensheid. Kirill kritiseerde verder diegenen van hen sterk die nu proberen Rusland te verlaten omdat "de ware gelovige niet onderhevig is aan angst voor de dood."
Ter gelegenheid van Poetin's 70e verjaardag op 7 oktober dankte Kirill hem voor zijn geweldige "van Godswege georkestreerde" inzet voor Rusland. Hij riep de gelovigen op gedurende twee dagen te bidden en te vasten voor zijn gezondheid.
Op zondag 6 november riep hij, na de inwijding van de hoofdkerk van de Rosgvardia, de Russische Nationale Garde, op tot vurige gebeden voor de leiders en de strijdkrachten van de Russische Federatie. "Denk hier niet te licht over": "mensen staan hier voor gevaren, die het bestaan zelf van onze natie bedreigen". "Machten buiten Rusland proberen ons volk tot verdeeldheid te brengen en het heilige Roes (Rusland, Wit-Rusland en Oekraïne) te verzwakken". Deze woordkeus verwijst naar de belangrijkste voorwaarde voor Rusland om het kernwapen in te mogen zetten.

### Reacties uit orthodoxe wereld
- Metropoliet Epiphanius I van Kiev en geheel Oekraïne, hoofd van de zelfstandige Orthodoxe Kerk van Oekraïne, noemde Poetin na de Russische invasie van zijn land in 2022 een antichrist. Zijn kerk noemde de naam van patriarch Kirill al sinds 2014 niet meer in de heilige liturgie, vanwege de inlijving van de Krim door Rusland.
- Metropoliet Onufriy van de onder Patriarchaat Moskou vallende Oekraïens-Orthodoxe Kerk sprak zich eerst op de dag na de Russische invasie uit tegen Poetin en zijn oorlog die hij vergeleek met het vermoorden door Kaïn van Abel, zijn broer in de Bijbel. Op vrijdag 27 mei werd bekendgemaakt dat zijn kerk haar banden verbreekt met het patriarchaat van Moskou vanwege de oorlog[21].
- Begin maart werd bekend dat meer dan 280 Russisch-Orthodoxe priesters en diakens in een open brief de verantwoordelijke leiders opriepen tot verzoening en een onmiddellijk staakt-het-vuren[22].
- In een op 9 maart gedateerde brief aan zijn patriarch gaf aartsbisschop Johannes van Dubna ("metropoliet van de Orthodoxe kerk van de Russische traditie in West Europa", zetelend in Parijs) uiting aan de "algemene verslagenheid van zijn kerk over de militaire interventie van de Russische Federatie in Oekraïne" en "hun volledige solidariteit met de Oekraïense oorlogsslachtoffers". Hij doet een dringend appel op Kirill om bij de Russische regering te interveniëren om "deze monsterlijke en zinloze oorlog zo spoedig mogelijk te beëindigen". "Nederig" schrijft hij dat hij de patriarch niet kan volgen in zijn preek van 6 maart (Vergevingszondag) dat het hier gaat "om een metafysieke strijd tussen goed en kwaad, licht en duister"[23].
- Tegenover journalisten verklaarde aartsbisschop Theodosios van het (Grieks-)orthodoxe patriarchaat van Jeruzalem in juni 2022 geheel achter patriarch Kirill van Moskou te staan. Hij is, zei hij, steeds een man van vrede en van dialoog geweest. Zijn preken gingen altijd over liefde, vrede en barmhartigheid. Het Westen moet ophouden met zijn agressieve gedrag tegenover de patriarch en zijn "provocaties" en "vijandige acties tegen de Orthodoxe Kerk"[24].

## Europese Unie
Begin juni 2022 bleek dat dankzij de tegenstem van Viktor Orban, premier van EU-lid Hongarije, Kirill van de geplande (6e) sanctielijst van de EU was geschrapt. Deze sancties werden ingesteld na de Russische invasie van Oekraïne. Orban noemde godsdienstvrijheid als reden van zijn interventie. De EU gaf hier toe om de rest van de sancties te redden.

#### Verenigd Koninkrijk
Het Verenigd Koninkrijk zette medio juni patriarch Kirill wèl op zijn sanctielijst en dit vanwege zijn steun aan de Russische invasie van Oekraïne. Hij mag het land niet meer in en zijn tegoeden worden bevroren.

## Opvattingen

#### De Russische Wereld (Roeskii Mir)
Citaat uit een preek: Moge de Heer het Russische land behouden. Als ik "Russisch" zeg, gebruik ik de oude uitdrukking uit "Een verhaal uit vervlogen jaren" - "Waar komt het Russische land vandaan", het land dat nu Rusland en Oekraïne en Wit-Rusland en andere stammen en volkeren omvat. De eenheid tussen deze drie is geestelijk en door God gewild. De duivel is bezig aan die eenheid te tornen.
Kirill benadrukt de spirituele eenheid van Oekraïne en Rusland. Herhaaldelijk zegt hij dan: "beide landen komen uit dezelfde doopvont "Kiev". Kiev is de bakermat van het heilige Roes.

## Trivia
Patriarch Kirill is in zijn functie van aartsbisschop en later metropoliet, als hoofd van het Departement voor Buitenlandse Betrekkingen van het Patriarchaat van Moskou, diverse malen o.a. in 1988 en 2004 in Nederland geweest. Ook was hij plaatsvervangend exarch van West-Europa (1976-78).
Volgens voormalig luitenant-generaal van de Roemeense inlichtingendienst Ion Mihai Pacepa was patriarch Kirill ten tijde van de Sovjet Unie agent voor de KGB. Zijn codenaam daarbij zou 'Michailov' geweest zijn.
Taken die Kirill als agent zou toegewezen hebben gekregen zouden vooral betrekking gehad hebben op zijn deelname aan internationale religieuze organisaties, waaronder de Wereldraad van Kerken en de Conferentie van Europese Kerken, en het verstrekken van informatie en het bevorderen van besluiten en kandidaten voor functies die gunstig waren voor de Sovjet-Unie.

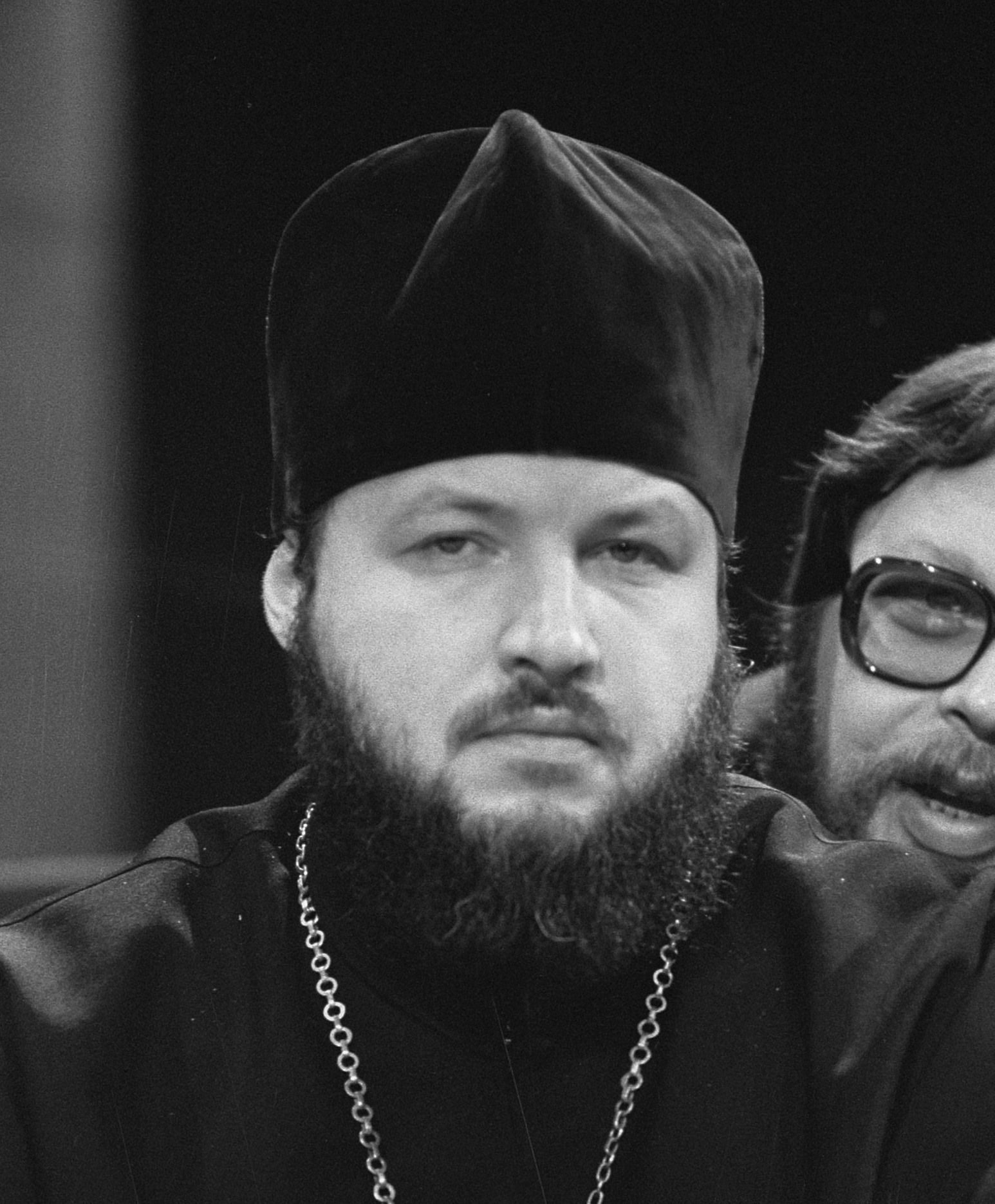
Kirill in 1981 tijdens een openbare hoorzitting van de Wereldraad van Kerken over kernwapens en ontwapening in Amsterdam
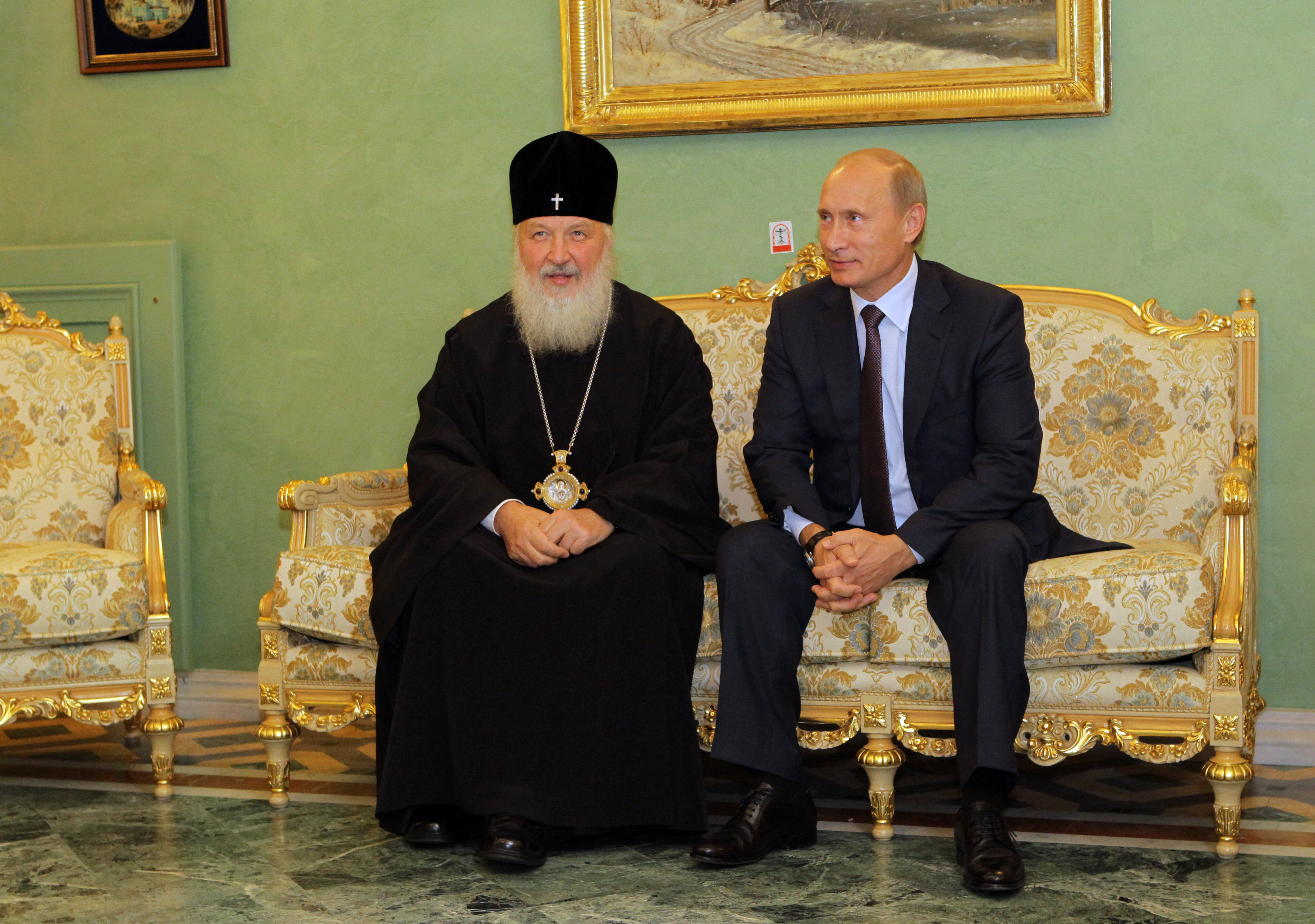
Met Vladimir Poetin (2010)
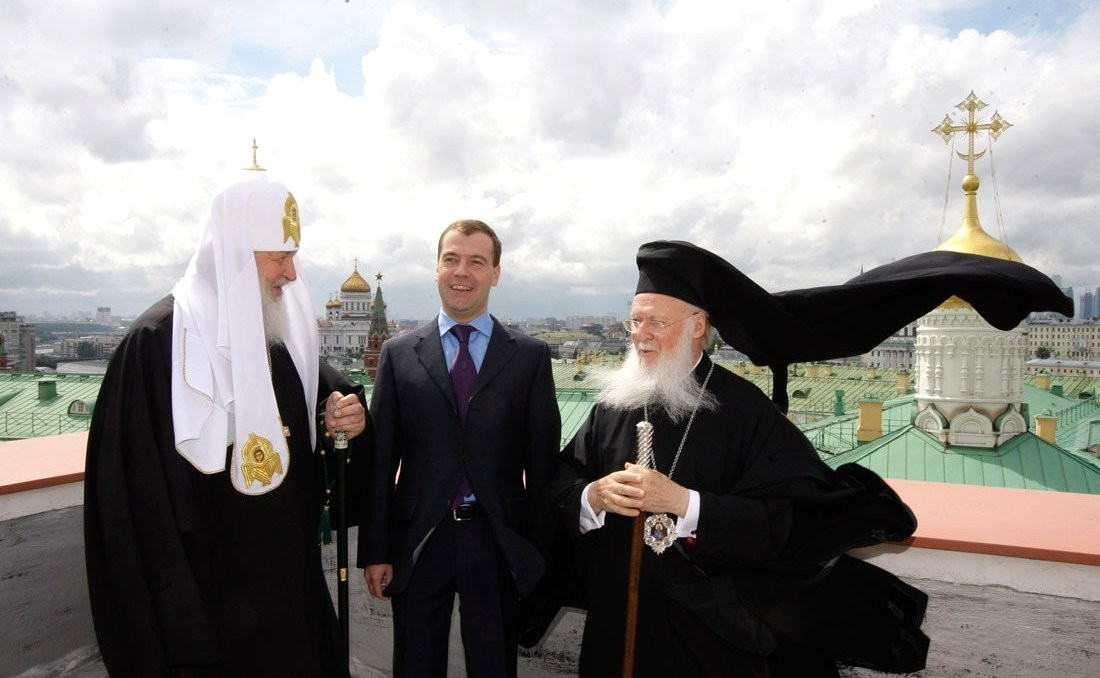
Met Bartholomeus I van Constantinopel en Dmitri Medvedev in Kronstadt (2010)